# توم الكسندر
توم الكسندر (بالإنجليزية: Tom Alexander)‏ (1 أغسطس 1873 - 20 أكتوبر 1939) هو لاعب كرة قدم أيرلندي شمالي سابق كان يلعب كمدافع.

## وصلات خارجية
- توم الكسندر على موقع ناشيونال فوتبول تيمز (الإنجليزية)